# IV. třída okresu Vyškov
IV. třída okresu Vyškov tvoří společně s ostatními skupinami čtvrté třídy nejnižší (desátou nejvyšší) fotbalovou soutěž v České republice. Je řízena Okresním fotbalovým svazem Vyškov. Hraje se každý rok od léta do jara se zimní přestávkou. Hraje se ve dvou skupinách (označených A a B), každá skupina má v ročníku 2017/18 po 10 účastnících (celkem tedy 20 týmů) z okresu Vyškov. Ve skupině hraje každý s každým jednou na domácím hřišti a jednou na hřišti soupeře. Vítěz postupuje do III. třídy okresu Vyškov.

## Vítězové

### IV. třída okresu Vyškov skupina A
| Ročník    | Vítězný tým                      |
| --------- | -------------------------------- |
| 2003/2004 | Sokol Lysovice                   |
| 2004/2005 | TJ Sokol Opatovice               |
| 2005/2006 | TJ Rychtářov                     |
| 2006/2007 | TJ Radslavice                    |
| 2007/2008 | FKD                              |
| 2008/2009 | FKD „B“                          |
| 2009/2010 | TJ Lysovice „B“                  |
| 2010/2011 | TJ Slovan Ivanovice na Hané      |
| 2011/2012 | Sokol Švábenice „B“              |
| 2012/2013 | FK Pačlavice-Dětkovice „B“       |
| 2013/2014 | TJ Sokol Račice                  |
| 2014/2015 | TJ Rychtářov                     |
| 2015/2016 | TJ Sokol Dědice „B“              |
| 2016/2017 | TJ Sokol Milonice-Uhřice         |
| 2017/2018 | TJ Sokol Dědice „B“              |
| 2018/2019 | MFK Vyškov „C“                   |
| 2019/2020 | FC Bučovice „B“ (neúplný ročník) |
| 2020/2021 | FC Bučovice „B“ (neúplný ročník) |
| 2021/2022 | TJ Hoštice-Heroltice „B“         |
| 2022/2023 | FK Chvalkovice                   |
| 2023/2024 | TJ Sokol Bohdalice               |

### IV. třída okresu Vyškov skupina B
| Ročník    | Vítězný tým                       |
| --------- | --------------------------------- |
| 2003/2004 | TJ Němčany „B“                    |
| 2004/2005 | SK Nížkovice                      |
| 2005/2006 | SK ŽS Křenovice „C“               |
| 2006/2007 | SK ŽS Křenovice „C“               |
| 2007/2008 | TJ Mouřínov                       |
| 2008/2009 | SK Slavkov u Brna „B“             |
| 2009/2010 | TJ Vážany nad Litavou „B“         |
| 2010/2011 | TJ Heršpice                       |
| 2011/2012 | TJ Šaratice „B“                   |
| 2012/2013 | TJ Sokol Otnice „B“               |
| 2013/2014 | TJ Vážany nad Litavou „B“         |
| 2014/2015 | TJ Vážany nad Litavou „B“         |
| 2015/2016 | TJ Heršpice                       |
| 2016/2017 | TJ Sokol Kobeřice „B“             |
| 2017/2018 | TJ Sokol Kobeřice „B“             |
| 2018/2019 | TJ Vážany nad Litavou „B“         |
| 2019/2020 | TJ Šaratice (neúplný ročník)      |
| 2020/2021 | TJ Dražovice „B“ (neúplný ročník) |
| 2021/2022 | FC Bučovice „B“                   |
| 2022/2023 | SK Slavkov u Brna „B“             |
| 2023/2024 | TJ Šaratice                       |